# Discestra intermissa
Discestra intermissa là một loài bướm đêm trong họ Noctuidae.